# École de la chambre syndicale de la couture parisienne
L'École de la chambre syndicale de la couture parisienne è un istituto privato di istruzione superiore nelle professioni creative fondato nel 1927 dalla Chambre Syndicale de la Haute Couture.
Fornisce formazione nel campo della moda e delle tecniche di alta moda e si trova dal 2010 nel 2º arrondissement di Parigi.
A partire dal 2019, l'École de la chambre syndicale de la couture parisienne e l'IFM, fondata nel 1986, si sono uniti per creare il nuovo Institut français de la mode.

## Laureati famosi
- Julien Fournié, uno stilista francese
- Nicole Miller, una stilista statunitense, che vive e lavora negli Stati Uniti d'America
- Sirivannavari di Thailandia, una principessa thailandese